# Spiranthes parksii
Spiranthes parksii là một loài thực vật có hoa trong họ Lan. Loài này được Correll miêu tả khoa học đầu tiên năm 1947.